# 2001 아인슈타인

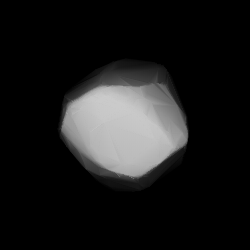

2001 아인슈타인(2001 Einstein, 임시 명칭: 1973 EB)은 소행성대 가장 안쪽 지역에 있는 밝은 헝가리 소행성이다. 이 소행성은 1973년 3월 5일 스위스 베른 근처 짐머발트 천문대에서 스위스 천문학자 폴 와일드에 의해 발견되었다. X형 소행성(Xe)은 자전 주기가 5.5시간이고 직경이 약 5km이다. 물리학자 알베르트 아인슈타인(1879~1955)의 이름을 따서 명명되었다.

## 궤도 및 분류
아인슈타인은 태양계에서 가장 안쪽에 밀집된 소행성을 형성하는 헝가리아족(Hungaria family)의 일원이다. 이 별은 2년 8개월(982일)에 한 번씩 1.7~2.1 AU의 거리로 내부 주대에서 태양을 공전한다. 궤도의 이심률은 0.10이고 황도에 대한 경사각은 23°이다. 사전 발견이 이루어지지 않았기 때문에 소행성의 관측 아크는 1973년 발견과 함께 시작된다.